# Ritratto di Bianca Ponzoni Anguissola
Il ritratto di Bianca Ponzoni Anguissola è un dipinto ad olio su tela, opera di Sofonisba Anguissola datato 1557 e conservato presso la Gemäldegalerie a Berlino. Quest'opera d'arte raffigura la madre della pittrice ed è anche conosciuta come la Dama in bianco.

## Descrizione
Sofonisba Anguissola ha la sensibilità di cogliere impercettibili accenti emanati dal linguaggio espressivo di sua madre, la donna che sta ritraendo, e li trascrivere in una immagine che appare immediata, specchio trasparente di pensieri segreti e di lunghe e dolci trame affettive. Guarda alla purché minima tensione delle mani, protagoniste nell'emanare emozioni. La morbidezza dell'incarnato e la forza espressiva ricorda Tiziano. La pittura risente del realismo lombardo cinquecentesco, ma anche del prezioso cromatismo veneto; è attraversata da influssi naturalistici, appresi alla scuola di Campi; raccoglie il classicismo elegante e la luminosa carnalità di Correggio e ricorda le raffinatezze manieristiche di Agnolo Bronzino. Sofonisba Anguissola ci insegna come guardare nell'anima.
La figura della madre ha vigore plastico, nel busto fasciato, nel braccio poggiato sul bracciolo di legno della poltrona, nel complesso gioco dei quadrari d'oro che compongono la stoffa preziosa dell'abito, interrotti alla parte alta delle maniche, attaccate alle spalle con lacci sottili, da cui fuoriesce il candore della camicia. Un delicato e sapiente ricamo a fili d'oro, a tralci di vite, le decora il bordo della camicia che sporge sul petto e sulle spalle. Vivace freschezza emana il suo volto ancora liscio di donna, matura, appagata negli affetti del marito e dei sette figli. La postura emana serenità, una intima soddisfazione di esserci, di apparire al centro della scena. Non è una istantanea colta al volo, ma il racconto di una vita piena, agiata, circondata da cure, operosa, fiduciosa nel futuro.
Bianca Ponzoni (1500 c.-1558) nel 1530 aveva sposato il nobile Amilcare Anguissola (1492-1573), da cui aveva avuto: Sofonisba, Elena, Lucia, Minerva, Europa, Asdrubale e Anna Maria. Le figlie divennero pittrici, tutte tranne Minerva che diventò insegnante. Il figlio Asdrubale fu musicista.
Sotto il bracciolo della poltroncina si leggono firma e data: «Sophonisba Angussola Virgo F. 15.5.7». L'acconciatura di perle di Lucia Anguissola, che è a sinistra del quadro di Sofonisba Partita a scacchi e quella di questa Dama in bianco sono identiche e anche la collana di Minerva Anguissola, dipinta nella stessa tela Partita a scacchi è identica a quella portata da questa Dama in bianco: anche per queste ragioni questa Dama che è a Berlino è stata identificata in Bianca Ponzoni Anguissola.

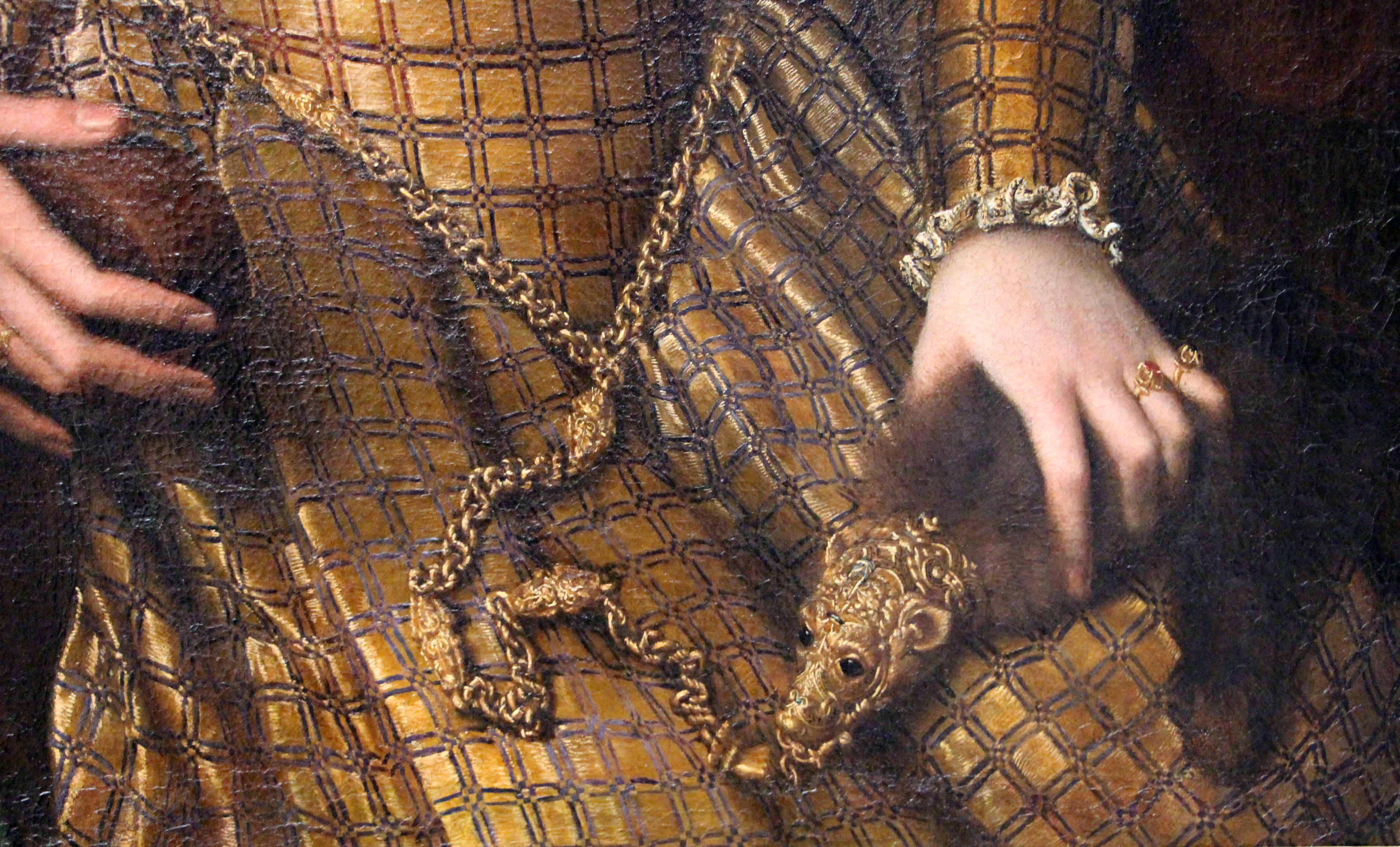
Sofonisba Anguissola, ritratto di Bianca Ponzoni Anguissola, 1557 (dettaglio)

### Lo zibellino
Bianca Ponzoni porta alla vita una ricca collana d'oro con pendaglio, che risalta sul riverbero lucente dell'abito. Con la mano sinistra accarezza uno zibellino, un particolare gioiello cinquecentesco, parte in oro e parte in pelliccia, amato dalle nobildonne e dalle regine. La testa dell'animale era realizzata in oro massiccio, anche con inserti di pietre preziose, mentre la pelliccia era quella autentica di un animale di piccole dimensioni. Lo zibellino, simbolo di fertilità, era riservato alle donne sposate e madri di più figli. Antenato del manicotto ottocentesco e liberty, serviva anche a tener calda la punta delle dita.